# Jérémy Lissouba
Jérémy Lissouba est un homme politique congolais né à Paris en octobre 1986. Membre du parti d'opposition UPADS, il est député de Dolisie (Niari) depuis 2017. Il est le fils de Pascal Lissouba, ancien président de la République du Congo.

## Biographie

### Jeunesse, études et famille
De son nom complet Jérémy Sylvain Mehdi Lissouba,, il naît en octobre 1986 à Paris (France). Il est le onzième et dernier enfant de Pascal Lissouba, ancien Premier ministre congolais qui, à la suite de déboires judiciaires à Brazzaville, vit alors en France, où il enseigne la génétique à l'université de Créteil.
Dès 1987, la famille part s'installer à Nairobi (Kenya), où son père est nommé directeur régional de l'Unesco. C'est en février 1992 que Jérémy Lissouba se rend pour la première fois au Congo, alors que son père — candidat à la présidentielle, qui sera élu Président de la République quelques mois plus tard —, fait un retour triomphant au pays, accueilli par la foule à l'aéroport de Maya-Maya,.
Jérémy Lissouba ne reste cependant qu'une année au Congo. La situation politique se dégradant, il est de nouveau envoyé par ses parents en France pour finir ses études primaires, aux côtés de ses frères et sœurs. Après la guerre civile de 1997 et le coup d'État de Denis Sassou-Nguesso contre Pascal Lissouba, la famille part s'installer en exil à Londres (Royaume-Uni). Jérémy Lissouba est alors envoyé en internat à Ascot.
Il effectue ses études supérieures entre le Royaume-Uni, le Canada et les États-Unis. Il obtient une licence en philosophie politique, puis un master en gestion du développement. 

### Carrière professionnelle
Après ses études, Jérémy Lissouba se destine à une carrière de fonctionnaire au sein des Nations unies. En 2012, il rejoint notamment le Programme des Nations unies pour l’environnement (Pnue), en poste au bureau d'Addis-Abeba (Éthiopie).
Après avoir fait quelques courts séjours au Congo en 2006 et 2010, il décide d'y revenir définitivement en 2014, s'installant dans le berceau familial du Niari, et fonde un incubateur pour aider les jeunes entrepreneurs congolais,.
Passionné de rugby, il achète également le Stade brazzavillois, équipe congolaise de rugby à 7.

### Carrière politique
En 2006, Jérémy Lissouba revient pour la première fois au Congo depuis la guerre civile, accompagné de sa sœur aînée Mireille Lissouba, ancienne directrice de cabinet de leur père. Ils représentent alors tous deux Pascal Lissouba lors d'un congrès de l'Union panafricaine pour la démocratie sociale (UPADS), parti fondé par l'ancien Président. 
Après s'être installé définitivement au Congo en 2014, il se met à s'intéresser à la politique pendant le débat sur la réforme constitutionnelle controversée de 2015 voulue par le président Denis Sassou-Nguesso. Il rejoint alors le parti d'opposition fondé par son père, l'UPADS, devenant le premier et seul membre de sa fratrie à le faire. Il devient par la suite responsable de la jeunesse au sein du parti.

#### Député à l'Assemblée nationale
Jérémy Lissouba se présente aux législatives de 2017 dans la 1re circonscription de Dolisie (Niari), troisième ville du pays, sous les couleurs de l'UPADS. Alors soutenu par Denis Christel Sassou Nguesso, fils du président,, il remporte l'élection dès le premier tour. 
En 2021, il est désigné président du groupe UPADS à l'Assemblée nationale après la suspension d'Honoré Sayi, sanctionné par le parti pour avoir rejoint le gouvernement de Denis Sassou-Nguesso. À ce poste, il se fait connaître grâce à sa « verve oratoire », au point, selon Jeune Afrique, de faire de l'ombre au leadership de Pascal Tsaty Mabiala, premier secrétaire du parti. 
Candidat à sa propre succession, il est réélu député de Dolisie lors des législatives de 2022, et retrouve à cette occasion son poste de président du groupe parlementaire de l'UPADS. Bien que critique envers le pouvoir, il estime alors faire partie de l'« opposition modérée » à Denis Sassou-Nguesso, avec qui il entretient de bonnes relations. Lors d'un reportage de Jeune Afrique en 2024, il dit résumer son positionnement politique par « quatre D » : démocratie, décentralisation, développement durable et diversification de l'économie.